# Joseph Scheiner (Märtyrer)
Joseph Scheiner (* 1873 bei Odessa, Russisches Kaiserreich; † 1922 in Odessa, Sowjetunion) war ein russlanddeutscher römisch-katholischer Geistlicher und Märtyrer.

## Leben
Joseph Scheiner wuchs im Bistum Tiraspol auf. Er studierte Theologie im Priesterseminar Saratow und wurde 1896 zum Priester geweiht. Die Stationen seines Wirkens waren: 1911–1914 Pfarrer in Akkermann (Bessarabien), ab 1914 Pfarradministrator in Odessa. 1922 weigerte er sich, den Machthabern die Kirchenutensilien auszuliefern, wurde zum Tode verurteilt und wurde erschossen.

## Gedenken
Die Römisch-katholische Kirche in Deutschland nahm Pfarrer Joseph Scheiner als Märtyrer in das deutsche Martyrologium des 20. Jahrhunderts auf.